# The Second Chance
The Second Chance é um filme estadunidense de 2006 do gênero drama, dirigido pelo cineasta e músico, Steve Taylor. O filme teve a sua estreia no Festival de cinema cristão WYSIWYG film Festival.
Teve seu lançamento nos Estados Unidos no dia 17 de Fevereiro de 2006, em pouco mais de 87 salas de cinema, saindo de exibição 5 de Março de 2006, com uma arrecadação de US$ 463.542.

## Prêmios e indicações
Ganhou o prêmio de melhor filme no Festival de cinema cristão WYSIWYG film Festival.